# Попов, Андрей Николаевич (библиограф)
Андрей Николаевич Попов (10 октября 1890, Кандалакша, Кемский уезд, Архангельская губерния, Российская империя — 5 декабря 1937, Дальлаг) — русский и советский библиотекарь, библиограф, историк и краевед.

## Биография
Родился 10 октября 1890 года в Кандалакше. В 1912 году поступил в Архангельскую духовную семинарию, которую окончил в 1914 году, позже поступил в Петроградский психоневрологический институт. В 1915 году был принят на работу в Архангельское общество изучения русского Севера в качестве библиотекаря и проработал вплоть до 1920 года, одновременно с этим работал в журнале Известия АОИРС, с которой началась его библиографическая деятельность. В 1920-х годах работал библиографом в ГубОНО и прочих библиотеках. В 1932 году был принят на работу в Архангельскую краевую научную библиотеку и проработал вплоть до 1936 года.

### Репрессия
В 1936 году он был репрессирован и отправлен в Дальлаг, там он расстрелян 5 декабря 1937 года. Посмертно реабилитирован 20 сентября 1989.

## Научные работы
Основные научные работы посвящены различным библиотечным отраслям знаний. Автор свыше 100 научных работ.
- Занимался публикацией списков региональных и краеведческих изданий.